# コゼリスク公国
コゼリスク公国（コゼリスクこうこく、ロシア語: Козельское княжество）は、12 - 13世紀にコゼリスクを首都として成立した、ルーシの諸公国のうちの一つである。オカ川上流公国群に含まれる。

## 歴史
コゼリスク公国は、成立当初はチェルニゴフ公国に属する分領公国であり、1246年まではカラチェフ公国の一部であった。1381年にリトアニア大公国に従属した。1408年、モスクワ大公国のヴァシーリー1世はコゼリスクを手中に収めると、セルプホフ公ウラジーミル(ru)に、ヴォロコラムスク、ルジェフの代わりにコゼリスクを与えた。1445年頃、リトアニア大公国は再びコゼリスクを奪回し、その所領に加えた。1448年にはリトアニア大公（兼ポーランド王）カジミエラスによってナメストニクが置かれている。最終的にはロシア領となった。歴代コゼリスク公のうちの1人であるティート(ru)の子孫であるイヴァンを、ゴルチャコフ家(ru)の祖とする説がある。